# Danobat

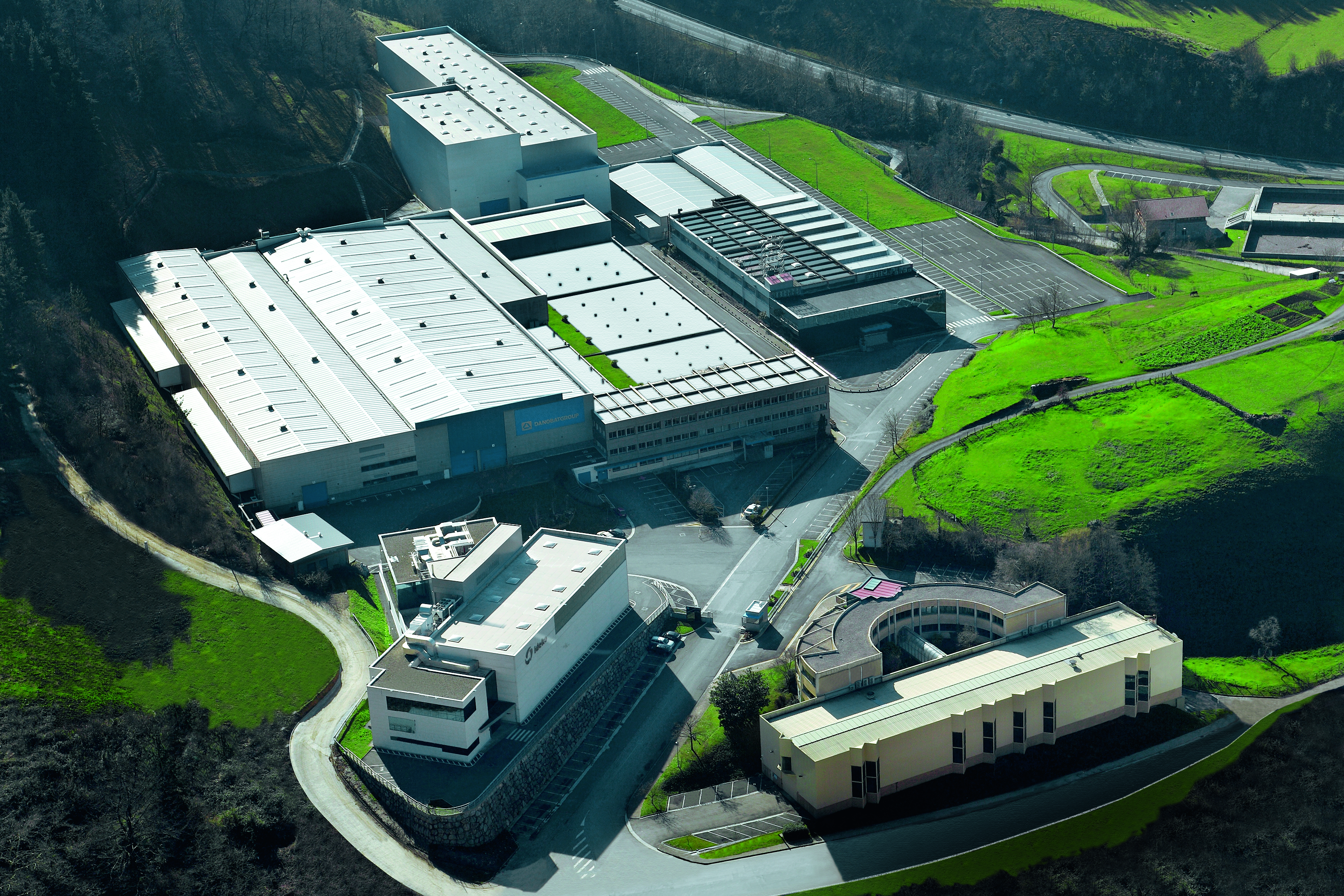
Werk in Elgoibar

Die Danobat Gruppe ist ein Werkzeugmaschinen-Konzern mit Sitz in Elgoibar in der Autonomen Gemeinschaft Baskenland in Spanien. 
Zu den Produkten zählen unter anderem Fräs-, Dreh- und Bohrmaschinen sowie Schleifmaschinen, Biegemaschinen und Laserschneideanlagen. Insbesondere werden auch Großmaschinen wie große Portalfräsmaschinen und Karusselldrehmaschinen gebaut. Die Maschinen werden unter den Marken Danobat und Soraluce vertrieben. Weiterhin entwickelt Danobat Anlagen zur Fertigung von Bauteilen aus Faserverbundwerkstoffen für die Luftfahrt- und Windkraftwerksindustrie.
Die beiden Unternehmen Danobat und Soraluce wurden 1954, beziehungsweise 1962 gegründet. Im Jahr 1983 wurden die Unternehmen in der Danobat Group vereinigt. Seit 1991 ist die Danobat Group Teil des genossenschaftlichen Mischkonzerns Mondragón.
Mit der Tochtergesellschaft Danobat-Overbeck aus Herborn besitzt Danobat einen Produktionsstandort in Deutschland. Danobat-Overbeck produziert Schleifmaschinen.